# Barend Cornelis Koekkoek
Pour les articles homonymes, voir Barend et Koekkoek.
Barend Cornelis Koekkoek (11 octobre 1803, Middelbourg - 5 avril 1862, Clèves) est un peintre néerlandais spécialisé dans la peinture de paysage et est le père de Johannes Hermanus Barend Koekkoek.

## Biographie

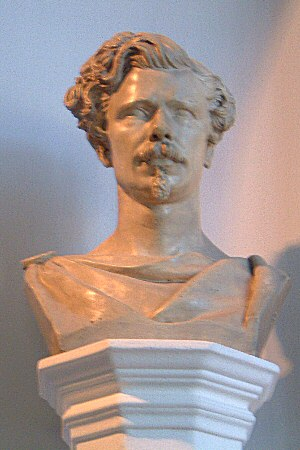
Buste de Koekkoek par J.N. van Gelder, 1844.

Barend Cornelis Koekkoek est connu de son vivant comme étant le « prince de la peinture de paysage » et est de loin le plus renommé des peintres paysagistes de son temps. Il est considéré comme le père fondateur de la peinture hollandaise du paysage romantique. Durant sa carrière, il obtient de nombreux prix et décorations. Il compte parmi ses clients le roi Frédéric-Guillaume IV de Prusse, le tsar Alexandre II, et le roi Guillaume II des Pays-Bas.
Barend Cornelis Koekkoek est né le 11 octobre 1803 à Middelburg aux Pays-Bas. Il a grandi dans un milieu artistique. Il étudie la peinture auprès son père Johannes Hermanus Koekkoek (de) (1778-1851) qui est un peintre de renom spécialisé dans la peinture marine. Ses frères Hermanus Koekkoek (1815-1882) et Marinus Adrianus Koekkoek (1807-1868) étaient tous deux artistes à succès, le premier comme peintre de sujets marins et des scènes de la rivière, le second comme peintre paysagiste.
En 1817, il s'inscrit à l'Académie de Dessin de Middleburg, où il étudie sous la direction de Abraham Krayestein. Il déménage en 1822 à Amsterdam où il étudie pendant quatre ans à la Académie Royale des Beaux-Arts. En 1822, à 19 ans, il exprime son ambition de devenir un peintre de paysages. Il peint de vastes paysages boisés en été et en hiver, un thème s'inspirant de la série de quatre saisons. Il séjourne pendant deux ans dans le milieu rural de Hilversum (1826-1827), qui abrite une colonie de peintres paysagistes. Les paysages qu'il peint dans la campagne environnante d'Hilversum ont connu un grand succès. En 1833, il épouse Elise Thérèse Daiwaille (1814-1881), la fille de son professeur de longue date et ami, le peintre Jean Augustin Daiwaille, avec qui il a eu cinq filles.

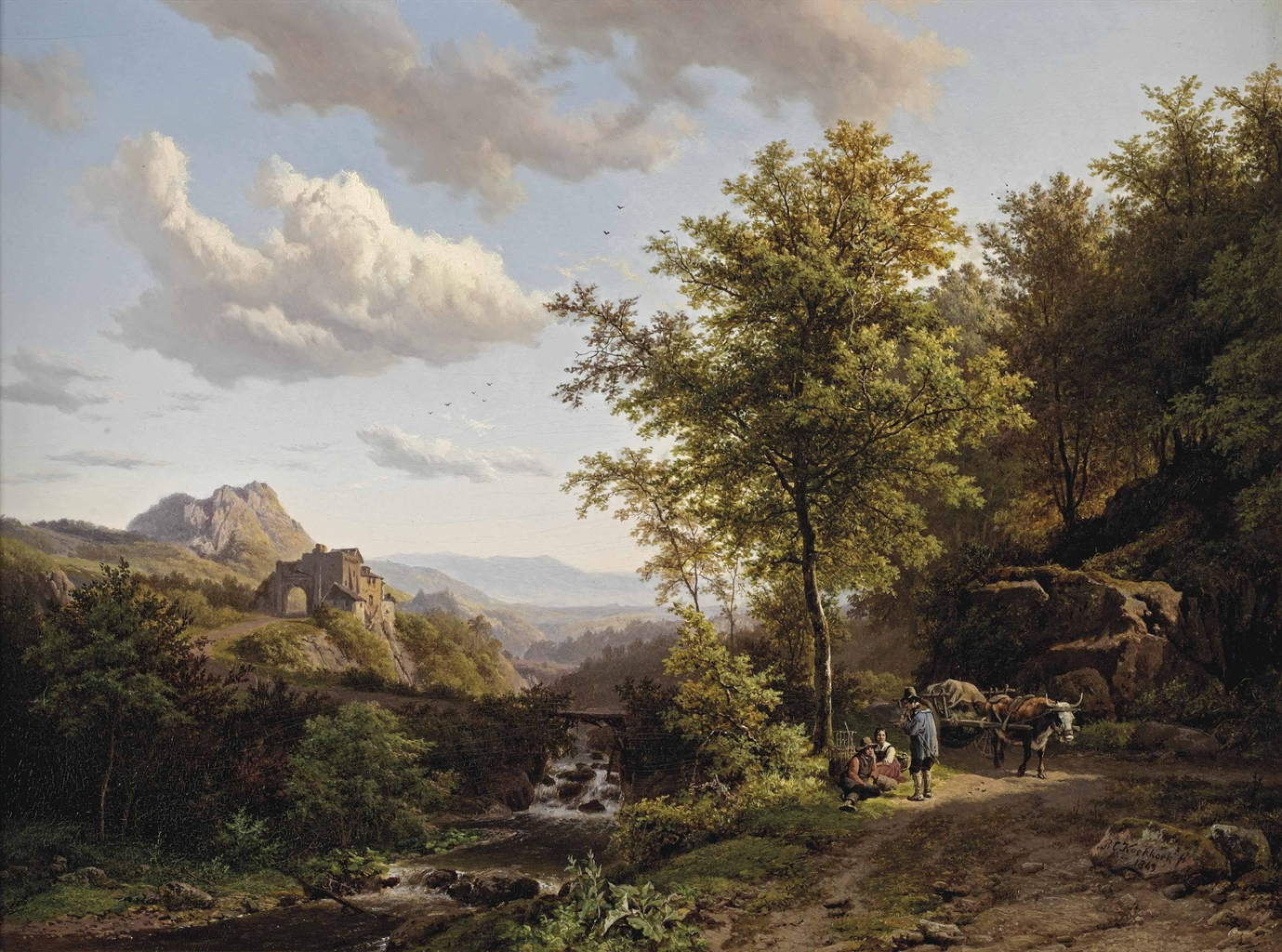
Paysage de colline avec des paysans se reposant sous un chêne, 1843

En 1841, Koekkoek suscite le respect de ses collègues artistes et décide de publier un livre de cours de peinture pour les étudiants, les Pensées et Souvenirs d'un peintre de paysage (Herinneringen en Medeldeelingen eenen van Landschapsschilder), dans laquelle il soutient le point de vue qu'un artiste doit, avant tout, rester fidèle à la nature par l'observation minutieuse et la rigueur du dessin. La même année, à la demande de jeunes artistes désireux de recevoir des cours de peinture, Koekkoek fonde sa propre académie de dessin, le Zeichen Collegium à Clèves en province de Rhénanie. De nombreux artistes voyagent à Clèves comme Fredrik Marinus Kruseman, Lodewijk Johannes Kleijn (nl), et Johann Bernhard Klombeck, pour s'instruire auprès du grande maître à l'académie. Il a également enseigné à ses étudiants de s'inspirer des maîtres hollandais du XVIIe siècle. Les années 1840 1850 voient Koekkoek au plus fort de son génie. En novembre 1859, Koekkoek souffre d'un accident vasculaire cérébral majeur qui met fin à sa carrière de peintre. Il est décédé le 5 avril 1862, dans la ville de Clèves.

## Honneurs
Barend Cornelis Koekkoek est :
- Chevalier de l'ordre de Léopold (Belgique, 26 octobre 1842)[1].
- Chevalier de 4e classe de l'ordre de l'Aigle rouge (Royaume de Prusse, 1er mars 1844)[2].